# 日本福音教会連合
日本福音教会連合（にほんふくいんきょうかいれんごう）はプロテスタント、ホーリネス系の団体。

## 沿革
- 1952年 指導者吉野勝栄は日本基督教団ホーリネスの群の中の教職であった。東京聖書神学校を設立した。
- 1953年 東京聖書神学院卒業の教職者を中心にして、日本基督教団ホーリネスの群から離脱して、「日本福音教団」を設立した。
- 1971年 日本福音教団から離脱した十数の教会が、吉野勝栄、加藤博重らを指導者として、「日本福音教会連合」を設立した。

## 特徴
- 四重の福音を強調する。